# Yang Huanyi
Yang Huanyi (en xinès simplificat: 阳焕宜; en xinès tradicional: 陽煥宜; en pinyin: Yáng Huànyí) (190? — Pumei, Xina, 20 de setembre de 2004) és considerada l'última persona que va utilitzar un sistema particular d'escriptura del xinès, exclusivament utilitzat per les dones, anomenat nüshu.
Yang Huanyi era de l'ètnia Yao. Va néixer a Jiangyong, a la província de Hunan. Abans de casar-se, i seguint la tradició local, va ser instruïda en l'ús del nüshu, un sistema d'escriptura que probablement va ser creat al segle xvi. El nüshu s'utilitzava per expressar desitjos de casament a les filles per part de les seves mares i també per comunicar-se en secret entre dones, amagant-ho als seus marits.
El 1994, Yang Huanyi va esdevenir l'última dona coneixedora d'aquest sistema d'escriptura. Les seves filles i nétes ja no van aprendre aquest sistema d'escriptura tradicional. Malgrat això, Yang va intentar preservar el nüshu i va recopilar diversos materials que el feien servir, com ara, cartes, poemes i articles. Yang Huanyi va participar en la Conferència de les Nacions Unides sobre les Dones a Pequín el 1995, on va lliurar als acadèmics de la Universitat de Tsinghua els materials que havia recopilat. Aquests acadèmics els van investigar i es va publicar un llibre el 2004. També es va establir un museu dedicat al nüshu a Jiangyong el 2002.
Yang Huanyi va morir amb més de 95 anys (ella mateixa donava el 1909 com el seu any de naixement, mentre que els habitants del seu poble deien que va néixer l'any 1906).